# アンドレア・コアー
アンドレア・ジェーン・コアー（Andrea Jane Corr, MBE, 1974年5月17日 - ）は、アイルランドのミュージシャンで、兄妹バンドザ・コアーズの三女。女優としても活動している。バンドでは主にリード・ボーカル、ティン・ホイッスルを担当。

## 経歴
ザ・コアーズとしてオーディションに臨んだ映画『ザ・コミットメンツ』(1991) では、兄妹で唯一台詞のある役（主人公ジミーの妹役）を与えられた。その後もミュージカル『エヴィータ』にも出演。今後も映画に出演する計画がある。
音楽活動と慈善活動（献金など）が認められ、2005年にはエリザベス2世から大英帝国勲章メンバーを授与された。
2009年8月21日、Brett Desmond氏と結婚した。音楽活動は現在も活動中。

## ディスコグラフィ

### ソロ・ アルバム
- テン・フィート・ハイ Ten Feet High (2007)
- Lifelines (2011)

## 出演
- 『ザ・コミットメンツ』 The Commitments (1991)
- 『エビータ』 Evita (1996)
- 『キャメロット』 Quest for Camelot (1998)
- The Boys & Girl From County Clare (2003)
- The Bridge (2005)
- Broken Thread (2006)
- Knife Edge (2007)